# Nathaniel Coleman
Nathaniel Coleman (Murray, 1 de janeiro de 1997) é um escalador estadunidense, medalhista olímpico.

## Carreira
Coleman começou a praticar escalada esportiva aos nove anos de idade em Salt Lake City. De 2016 a 2018, ele venceu três campeonatos nacionais consecutivos do USA Climbing Bouldering Open e terminou em segundo lugar na competição de 2019. Nos Jogos Olímpicos de Verão de 2020 em Tóquio, primeira vez em que o esporte foi inserido no evento, Coleman conquistou a medalha de prata.